# Ernesto Canac
Ernesto Canac, ou Ernest Canac (França, c. 1846 — Curitiba, 17 de outubro de 1920), foi um político franco-brasileiro.
Residindo em Joinville em 1880, dedicou-se ao comércio de erva-mate.
Canac foi vereador em Joinville por 4 legislaturas. Ele exerceu entre 15 de janeiro de 1890 e 1 de janeiro de 1892 a função de intendente de Joinville, cargo atualmente correspondente a prefeito municipal.
Foi deputado ao Congresso Representativo de Santa Catarina na 1ª legislatura (1891 — 1893).